# 曹福昌
曹福昌 (英語：Alan Fook Cheong Choe，1931年3月6日—2024年5月27日），新加坡建筑师、城市规划师，建屋發展局首任建筑规划师，市区重建局的创立人之一，曾获新加坡政府颁授公共行政（金）奖章（1967年）、功绩奖章（1990年）和殊功勋章（2001年）等奖项。

## 早年生涯
曹福昌于1931年3月6日出生，家中有3名兄姐，父亲在他1岁多时逝世，母亲则靠裁缝养活一家四口。他在新加坡珍珠山学校和莱佛士书院完成中小學課程，之後前往澳洲升學，並先後取得墨尔本大学的建筑学学士学位、城镇及区域规划文凭，以及皇家墨尔本理工大学的院士文凭。

## 职业生涯
曹福昌起初在澳大利亚和新加坡的建筑事务所工作，后于1960年获成立不久的建屋發展局（建屋局）聘任为首任建築規劃師。他加入建屋局后的第一项工作是接手完成新加坡第一个卫星镇女皇镇——该区由新加坡改良信托局于1950年代开始兴建，由5个邻区组成，到英国建筑师撤出新加坡时，已经完成了3个邻区的规划程序。之后他和另外两人合作完成剩下两个邻区的规划工作。
曹福昌在1960年代初协助联合国派出的挪威城市规划师埃里克·洛朗厄（Erik Lorange）检讨新加坡的城市规划，评估新加坡进行市区重建的需要，又协助奧托·柯尼斯堡等专家制定新加坡的市区重建蓝图，期间他向建屋局提出增派人手，协助他的工作，于是他和建屋局派出的两名建筑师组成三人小组，即新加坡最初的市区重建团队。1964年，三人小组改组为市区重建组（于1966年改组为市区重建署），由曹福昌担任主任:33-34。出掌市区重建署期间，他主导了新加坡市中心区的市区重建工作，以解决住房短缺问题，促进商业和旅游业发展。市区重建署又于1967年推出售地计划，容许私人开发商参与市区重建项目，建设滨海湾商业区和黄金坊、珍珠坊等地标建筑。同年《南洋商报》刊登了他的一篇文章，阐述市区重建计划的目的，并表示政府可解决征用及分配土地，迁移住户等问题；他后来又指出私人开发商可为重建项目提供资金，因此市区重建计划必须由政府和私人企业合作进行:36-37。
在出国考察期间，他意识到保育古迹的必要，认为古迹承载了城市的文化和历史，又认为新加坡面积偌小，更有理由保护老建筑。因此当1967年时任新加坡总理李光耀询问他是否考虑过有关问题时，他提出了保护牛車水、甘榜格南、小印度等各区古迹的计划，促使政府展开保留老旧建筑的工作——截至2024年，新加坡受保留建筑和结构有7200多座。推展市区重建工作期间，市区重建署一直和建屋局等政府部门保持默契，互相合作，另一方面，在1960年代，由于建屋局和市区重建署在侧重的方面和权责上出现分歧，曹福昌提出让市区重建署脱离建屋局，结果市区重建署于1974年改组为市区重建局，成为国家发展部下的一个法定机构，由曹福昌担任首任总经理，而各部门之间的合作关系则维持不变:30, 41, 47。
1978年，曹福昌离开政府，加入雅思柏设计事务所（RSP），参与百汇广场、新加坡金融管理局大厦等建设项目，并与日本建筑师丹下健三合作设计新加坡室内体育馆。此外，他于1960年代末期提出把原英军基地、拟改建为炼油厂的绝后岛（后改名为圣淘沙）改作旅游用途，以及草拟圣淘沙最初的规划蓝图:43-44。之后他曾担任圣淘沙发展局的董事会成员（1972—1975）、副局长（1975—1985）和局长（1985—2001），把西乐索炮台改造为旅游景点，引入单轨列车系统，逐渐把圣淘沙岛建设成休闲度假岛和豪华住宅区。
曹福昌获得的荣誉奖项包括公共行政（金）奖章（1967年）、功绩奖章（国庆奖章，1990年）、殊功勋章（国庆奖章，2001年）等。此外，新加坡建筑师协会于2004年向他颁授金奖，以表扬他对新加坡公共建筑和城市规划的贡献。

## 个人生活
曹福昌已婚，育有五名子女。他于2024年5月27日逝世，享年93岁。